# Croazieră în junglă
Croazieră în junglă (în engleză Jungle Cruise) este un film de aventură din 2021 regizat de Jaume Collet-Serra după un scenariu de Glenn Ficarra, John Requa și Michael Green, bazat pe parcul de distracții Adventureland omonim. În rolurile principale au interpretat actorii Dwayne Johnson, Emily Blunt, Édgar Ramírez, Jack Whitehall, Jesse Plemons și Paul Giamatti.
A fost produs de studiourile Walt Disney Pictures și a avut premiera la 2021, fiind distribuit de Buena Vista International[*]. Coloana sonoră a fost compusă de James Newton Howard. 
Cheltuielile de producție s-au ridicat la 200 de milioane $ și a avut încasări de 206,5 de milioane $.

## Rezumat
Prezintă povestea căpitanului unei mici bărci de pe Amazon care îi duce pe o cercetătoare și pe fratele ei printr-o junglă în căutarea Pomului Vieții. 

## Distribuție
- Dwayne Johnson  - Căpitanul Frank „Skipper” Wolff, un căpitan de barcă fluvială (Francisco Lopez de Heredia)
- Emily Blunt  -  Dra. Lily Houghton, cercetătoare care caută Pomul Vieții.
- Jack Whitehall  -  McGregor Houghton
- Édgar Ramírez  -  Aguirre, un mercenar periculos care este angajat să conducă expediția rivală pentru a găsi Pomul Vieții.
- Jesse Plemons  -  Príncipe Joachim, un aristocrat german dezechilibrat și ambițios care conduce și finanțează expediția rivală.
- Paul Giamatti  -  Nilo Nemolato, proprietarul portului unde Frank își ancorează barca.
- Veronica Falcón  -  Sam
- Dani Rovira  -  Sancho
- Quim Gutiérrez   -  Melchor
- Andy Nyman  -  Sir James Hobbs-Cunningham
- Simone Lockhart  -  Anna
- Sulem Calderon  -  Quila